# Moodys Crossroads
Moodys Crossroads es una comunidad no incorporada en el condado de Crenshaw, Alabama, Estados Unidos.

## Historia
En 1924, era un lugar formal para el registro de votantes;  en 1926, tenía un cementerio, y se mencionó una tienda general en 1932. En 2004, todavía se conocía como un asentamiento habitado.